# Stanisław Myszkowski (zm. 1684)
Stanisław Myszkowski (ur. ok. 1659, zm. w 1684 w Lublinie) – VI ordynat Ordynacji Myszkowskich, wspominany w Pamiętnikach przez Jana Chryzostoma Paska.
Był synem Franciszka Myszkowskiego (V ordynata) i Anastazji Barbary Sarbiewskiej oraz bratem ostatniego ordynata z rodu Myszkowskich Józefa Władysława. Związek małżeński zawarł z Salomeą Teresą Bronicką.
Źle wspominany przez Jana Chryzostoma Paska dzierżawiącego jeden z kluczy dóbr ziemskich Ordynacji Myszkowskich.